# Macambira
Macambira là một đô thị thuộc bang Sergipe, Brasil. Đô thị này có diện tích 137,4 km², dân số năm 2007 là 6326 người, mật độ 46,04 người/km².